# 鬼門 (映像作品)
『鬼門』（きもん）はDir en greyのPV集。2002年3月30日VHSとDVDで発売。

## 解説
- 主にアルバム『MACABRE』・『鬼葬』を中心とした楽曲のPVを収録。
- 映像特典としてメイキング、隠しトラックに脈 (8½ convert)のPVが収録されている。

## 収録曲
1. 脈
デビュー当初のようなビジュアルスタイルで撮影しているが、この曲以降はよりソフトに変化していくこともあって、この衣装での撮影は最後となった。
2. 【KR】cube
ゲイバーに通う男が殺し屋に射殺されるというシナリオ。男は京が、殺し屋はDieが演じており、他のメンバーも随所で登場する。
3. 太陽の碧
ジャケットの女性が登場してきたり、幻想的な雰囲気を漂わせる映像になっている。
4. ain't afraid to die
5. FILTH
演奏シーンは、実際にファンをエキストラで起用して撮影している。
6. JESSICA
アニメーションを採用しており、メンバーの映像が立体、平面と変化するシーンとの2つで構成されている。
7. embryo